# 유라시안
유라시안(urassian)은 유라시아 지역에 사는 민족 또는 인물을 말한다.

## 용어
유라시아라는 용어는 19세기 중반 영국 인도에서 처음 만들어졌다. 이 용어는 원래 현재 영국과 인도계 혼혈인 앵글로-인디언으로 알려진 사람들을 가리키는 데 사용되었다. 영국인 외에도 많은 사람들이 포르투갈, 네덜란드, 아일랜드 또는 프랑스 출신이 혼합되었다. 이 용어는 1960년대부터 인류학 문헌에서 사용되었다.

## 민족
- 러시아인
- 핀란드인